# 日下部光雄
日下部 光雄（くさかべ みつお、1945年- ）は、日本のアニメーション監督・演出家。スタジオ・ザイン所属。

## 経歴
昭和38年、東京都立新宿高等学校を卒業。
虫プロダクションの撮影マンとしてアニメ業界のキャリアをスタート。その後アニメーターに鞍替えした後演出家に転向。スタジオ・ザインのメンバーとして様々な作品に参加する。
初監督作品は『生徒諸君!心に緑のネッカチーフを』。『星のカービィ』では、吉川惣司の下でアニメーション監督を勤め、2年間に渡る長期シリーズを支えた。海外のアニメーション作品にも演出家として携わっており、近年の国内での活動が少ないのもそのためである。

## 参加作品

### テレビアニメ
- 天才バカボン（1971年-1972年） 動画
- ど根性ガエル（1972年-1974年） 動画
- シートン動物記 くまの子ジャッキー（1977年） 作画
- まんが日本絵巻（1977年-1978年） 絵コンテ・動画
- 名犬ジョリィ（1981年-1982年） 作画・動画
- フーセンのドラ太郎（1981年） 絵コンテ
- まいっちんぐマチコ先生（1981年-1983年） 絵コンテ
- 忍者ハットリくん（1981年-1985年） 絵コンテ
- 魔法のプリンセス ミンキーモモ（1982年-1983年） 絵コンテ・演出
- 太陽の子エステバン（1982年-1983年） 絵コンテ
- パーマン（1983年-1987年） 絵コンテ
- ピュア島の仲間たち（1983年） 絵コンテ・演出・作画
- 特装機兵ドルバック（1983年-1984年） 絵コンテ・演出
- キャプテン翼（1983年-1986年） 絵コンテ
- リトル・エル・シドの冒険（1984年） 絵コンテ・演出
- ガラスの仮面（1984年） 絵コンテ
- GALACTIC PATROL レンズマン（1984年-1985年） 絵コンテ
- 超獣機神ダンクーガ（1985年） 絵コンテ
- 生徒諸君!心に緑のネッカチーフを（1986年） 監督
- ウルトラマンキッズのことわざ物語（1986年） 絵コンテ・演出
- マシンロボ クロノスの大逆襲（1986年-1987年） 絵コンテ
- にこにこぷん（アニメ版）（1988年） 絵コンテ、担当演出
- 魔法のエンジェルスイートミント（1990年-1991年） 絵コンテ
- カラス天狗カブト（1990年-1991年） 演出
- 燃えろ!トップストライカー（1991年-1992年） 絵コンテ
- 横山光輝 三国志（1991年-1992年） 絵コンテ
- ウルトラマンキッズ 母をたずねて3000万光年（1991年-1992年） チーフディレクター（監督：曽我仁彦）・絵コンテ・演出
- スペースオズの冒険（1992年-1993年） 絵コンテ
- 風の中の少女 金髪のジェニー（1992年-1993年） 絵コンテ
- カリメロ（1992年-1993年） 絵コンテ・演出
- しましまとらのしまじろう（1993年-2008年） 絵コンテ・演出
- ゴールFH（1994年） 絵コンテ・演出
- 超くせになりそう（1994年-1995年） 絵コンテ
- 銀河戦国群雄伝ライ（1994年-1995年） 演出
- あずきちゃん（1995年-1998年） 絵コンテ・演出
- ヤンボウ ニンボウ トンボウ（1995年-1996年） 絵コンテ・演出
- こちら葛飾区亀有公園前派出所（1996年-2004年） 絵コンテ・演出
- はりもぐハーリー（1996年-1997年） 絵コンテ・演出
- アニメがんばれゴエモン（1997年-1998年） 絵コンテ・演出
- フォーチュン・クエストL（1997年-1998年） 演出
- ロスト・ユニバース（1998年） 絵コンテ・演出
- Only・You ビバ!キャバクラ（1998年） 監督・絵コンテ・演出
- ゴクドーくん漫遊記（1999年） 絵コンテ・演出
- 下級生（1999年） 絵コンテ・演出
- サイボーグクロちゃん（1999年-2001年） 絵コンテ・演出
- ジバクくん（1999年-2000年） 絵コンテ・演出
- へろへろくん（2000年-2001年） 演出
- ファーブル先生は名探偵（2000年） 演出
- 星のカービィ（2001年-2003年） アニメーション監督（総監督：吉川惣司）・絵コンテ・演出
- SAMURAI7（2004年） 演出
- ピーチガール（2005年） 絵コンテ・演出
- ギャラクシーレーサー スキャン2ゴー（2010年）　絵コンテ・演出
- エレメントハンター（2009年-2010年） 絵コンテ
- サンダーキャッツ(2012年)　エピソードディレクター

### OVA
- 新キャプテン翼（1989年-1990年） 絵コンテ・演出
- 世紀末麗魔伝キメイラ（1997年） 監督

### 劇場アニメ
- ウルトラマンUSA（1987年） 監督・絵コンテ
- ウルトラマンカンパニー（1996年） 監督
- 天才えりちゃん金魚を食べた（1997年） 総監督

### ゲーム
- NOëL 〜La neige〜（1998年） アニメーション監督
- 俺の屍を越えてゆけ（1999年） アニメーション監督
- サモンナイト（2000年） オープニング演出